# Schutzpolizei

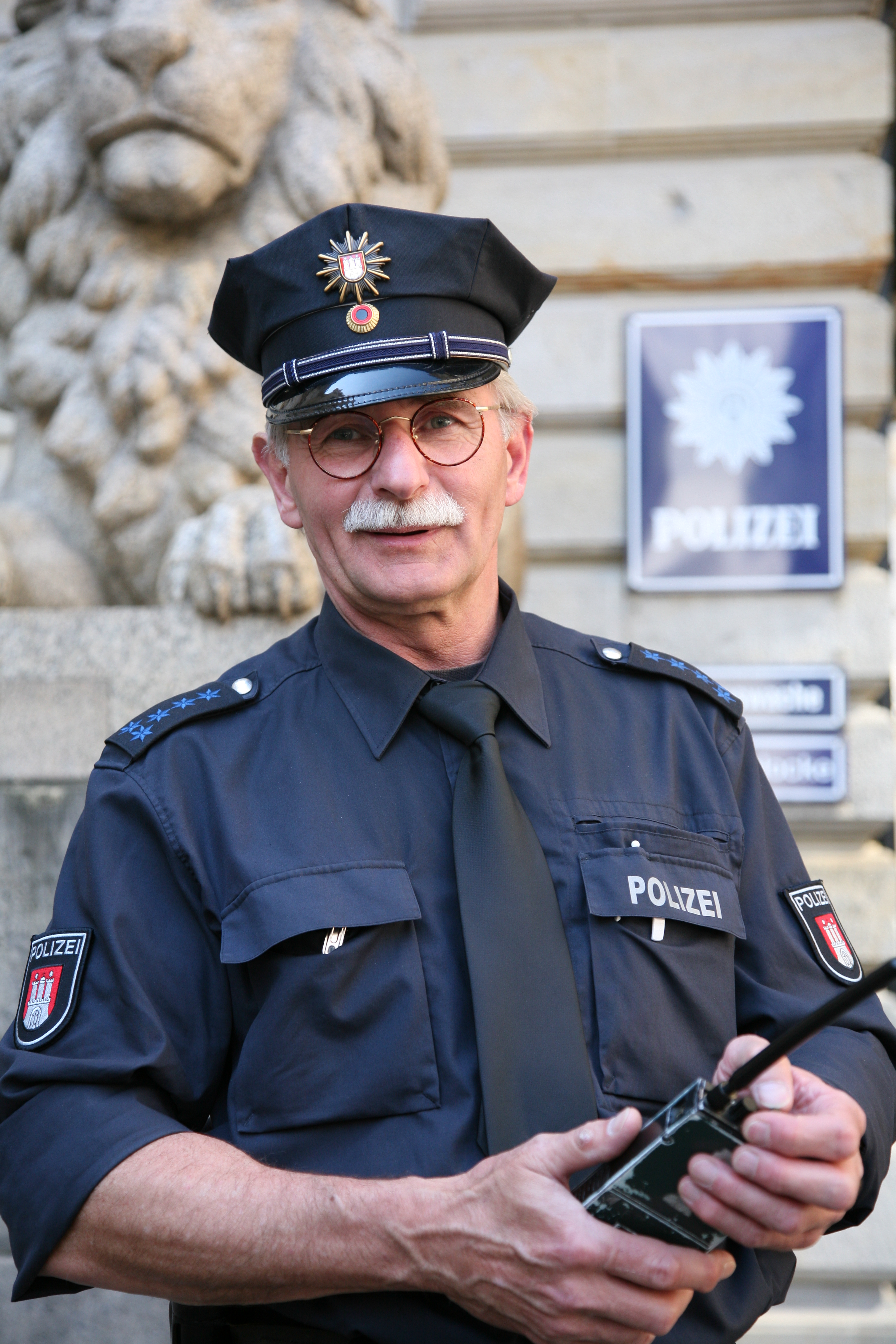
Oficial de la Schutzpolizei de Hamburgo

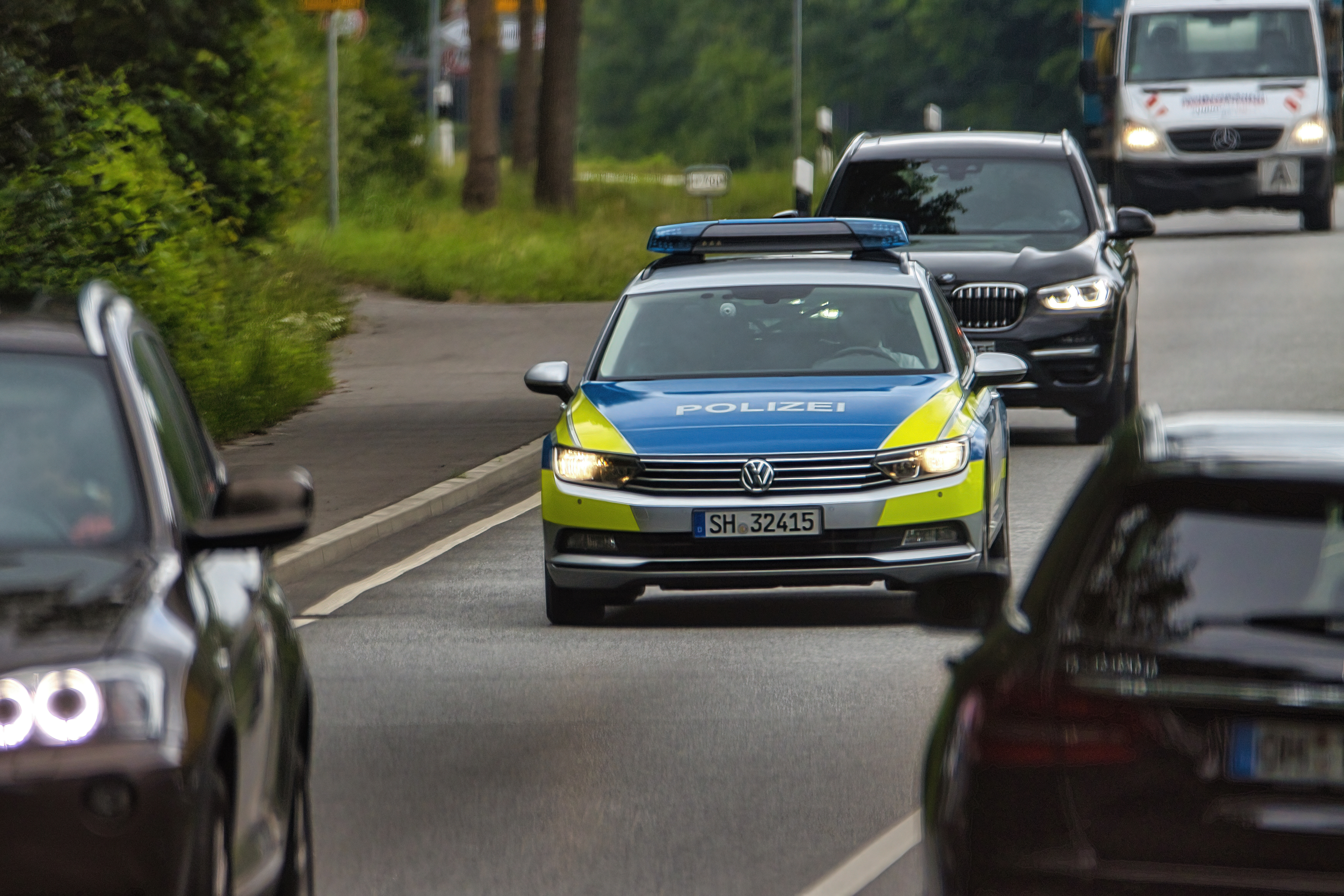
Vehículo de la Policía de Schleswig-Holstein

La Schutzpolizei, abreviado Schupo, es una ramificación de la Landespolizei, la policía de los estados alemanes. Schutzpolizei significa literalmente "policía de seguridad" o "protección", aunque suele traducirse como Policía uniformada.
Generalmente la Schutzpolizei dispone del mayor número de personal, el cual está en servicio las 24 horas del día y que además cuenta con una amplia gama de funciones. Al igual que en muchos otros países, la policía uniformada alemana suele ser la primera en llegar a la escena de un incidente, ya se trate de un asesinato o de un accidente de tráfico. También se hacen cargo de la acción inicial (Erster Angriff), incluso si posteriormente el caso es entregado a los investigadores de la Kriminalpolizei (Kripo).

## Historia
Durante la época nazi, tras un decreto de Hitler en julio de 1936 que "unificaba el control de las funciones policiales en el Reich", la Schutzpolizei pasó a formar parte de la nueva Ordnungspolizei. Más adelante, ya en el transcurso de la Segunda Guerra Mundial, la Schupo fue responsable de varias masacres contra la población civil polaca y las comunidades judías recluidas en los Guetos de la Europa oriental.